# George Palmer
George Palmer (ca. 1746 – 3 de marzo de 1826), también conocido como George Giros de Gentilly, fue un químico inglés, teórico de color, inventor y soldado. Conocido por sus conjeturas sobre la visión del color y daltonismo.

## Vida
Según declaraciones en su obituario en Copenhague, Palmer nació en un barco inglés de padres ingleses de fe católica. Debido a las restricciones del siglo XVIII sobre las actividades de los católicos, Palmer, como muchos otros de su época, vivía una doble vida entre Inglaterra y Francia.
Alrededor de 1775 introdujo un nuevo mordente para el teñido de tejidos de lana en Louviers, Francia, usando el último nombre de Giros Gentilly. En 1777, situado en Londres, publicó La teoría de los colores y la visión e inventó un tinte de color amarillo.

## Ceguera de visión y color
Palmer hizo una contribución duradera para el desarrollo de la teoría del color por ser el primero en especular que hay tres diferentes mecanismos en el ojo humano para la visión del color: "la superficie de la retina está compuesto de partículas de tres clases diferentes, análogas a los tres rayos de luz; y cada una de estas partículas es movida por su propio rayo y esa ceguera de color se presenta si uno o dos de las tres clases de "partículas" en la retina son inactivos". Treinta y cinco años más tarde hizo una declaración similar el eminente físico Thomas Young.